# Eliezer Zolawo
Eliezer Zolawo (13 de abril de 2001) es un deportista de España que compite en atletismo. Ganó una medalla de bronce en el Campeonato Europeo de Atletismo Sub-20 de 2019, en la prueba de 4 × 400 m.